# Miguel Manetelu

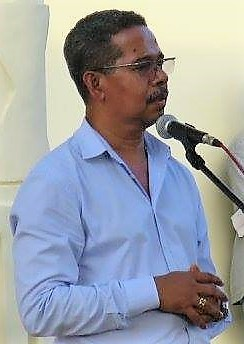
Miguel Manetelu (2017)

Miguel Marques Gonçalves Manetelu (* 5. Mai 1969) ist ein osttimoresischer Beamter und Politiker. Er ist Mitglied der Partei Congresso Nacional da Reconstrução Timorense (CNRT).

## Werdegang

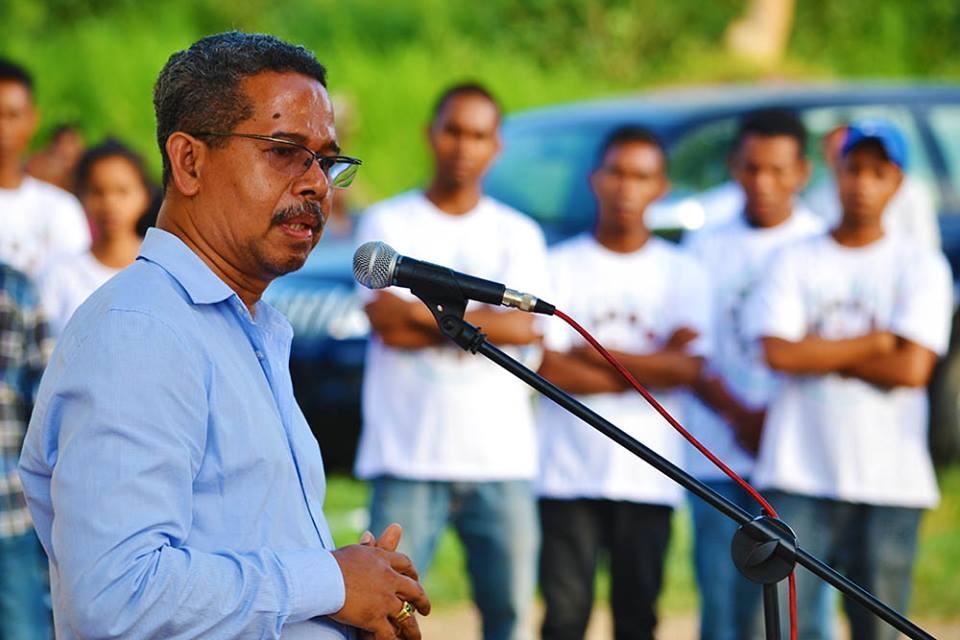
Miguel Manetelu (2017)

Manetelu stammt aus Maliana. Bis 1988 besuchte er eine Schule in Dili. An der Udayana-Universität im indonesischen Denpasar studierte Manetelu Elektrotechnik. Er war Mitglied der studentischen Widerstandsbewegung Resistência Nacional dos Estudantes de Timor-Leste RENETIL (deutsch Nationale Widerstandsbewegung der Studenten Osttimors) gegen die indonesische Besetzung Osttimors. Von 1999 war er ihr Generalsekretär, als Nachfolger von Fernando de Araújo.
Ab dem 8. August 2007 war Manetelu Staatssekretär für Jugend und Sport. In Folge der Regierungsumbildung 2015 wurde er am 16. Februar zum neuen Vizeminister für Soziale Solidarität vereidigt. Mit Antritt der VII. Regierung am 15. September 2017 endete seine Amtszeit im Kabinett.
Am 1. Juli 2023 wurde Manetelu in der IX. Regierung von Premierminister Xanana Gusmão zum Minister für Transport und Kommunikation (MTC) vereidigt.

## Privates
Manetelu ist seit 1999 verheiratet. Er ist katholischen Glaubens.